# 耳鸣
耳鳴（Tinnitus）是指外在環境沒發出聲音卻聽見聲音的一種狀況，常被形容成一種鈴響聲、輕敲聲、輕嘶聲或低吼聲，偶見模糊的人聲或音樂聲；耳鳴所聽見的聲響可能輕柔，也可能震耳欲聾，音調或高或低，只有一耳聽到或兩耳皆有可能。隨着時間的推移，耳鳴常常會越來越嚴重，有些耳鳴者會因此情緒低落、焦慮或難以集中精神。
相較於診斷為一種疾病，耳鳴更像是有多種可能原因的一種症狀；最常見的原因是因噪音型聽力損失，其他原因則有耳部感染、心血管疾病、美尼爾氏綜合症（俗稱耳水不平衡）、腦部腫瘤、聽覺神經瘤、偏頭痛、顳顎關節疾患、接觸特定藥物所致、頭部曾有外傷、耳垢；心理壓力可能突然誘發耳鳴，較常見於憂鬱症患者。
耳鳴的診斷通常是藉由耳鳴者的描述，目前已有許多問卷評估耳鳴對於生活品質的影響。診斷通常藉由聽力圖及神經學檢查進行。若已找出某些特定病徵，則可考慮進行醫學照影，例如MRI。若聽見與自己心跳同律的重複節奏的耳鳴者也需接受進一步的測試。偶見某些案例旁人可透過聽診器聽到耳鳴聲。內耳等耳內構造造成的自發性耳聲傳射有時也會造成耳鳴。
預防耳鳴的方法為避免置身噪音環境。在已知潛在原因的情況下，接受治療可能有助改善症狀； 一般的處置方式則是接受心理治療，使用耳鳴罩或助聽器則幫助有限。截至2013年為止，耳鳴尚無有效的根治方法。約 10-15%的人患有耳鳴，大部分耳鳴者的狀況尚堪忍受，僅有1-2%的耳鳴者情況會嚴重惡化。耳鳴的英文「tinnitus」是來自拉丁語「tinnīre」，意指「搖鈴作響」。

## 耳鳴的分类
- 他覺性耳鳴：除了患者本身聽得到，他人也可用儀器甚至於用耳朵即可聽到患者主訴之耳鳴聲，這一類比例較少，他覺性耳鳴常見病因有血管性疾病所造成之脈動性耳鳴與肌肉性疾病(耳附近之肌肉)所造成痙攣性耳鳴；
- 自覺性耳鳴：此患者較多，耳鳴声仅患者听得到，他人听不到，造成原因很多，只要在听觉传导路徑中任何地方出現不正常即可產生此種耳鳴，包括外耳疾病、中耳疾病 、內耳疾病、聽神經及 聽神經傳導路徑疾病(如聽神經瘤、腦干血管硬化等)、大腦皮質疾病等皆可产生自覺性耳鳴。
- 血管性耳鸣：因为有某些诱因引起（血压、肿瘤、炎症使某些组织破坏等等），使患者听到了头颅中的客观声源（某一条血管中血流搏动）的声音。有些诱因能消除（如血压），耳鸣也就自行消失。因只是听到血流在血管中的搏动声音且分贝数不大，故不会影响听力，因为听到的是血流在血管中的搏动声音，所以要克服这种声音就必须减少血流流量，降低血流速度，稀释血液浓度，降低血管弹性等等。只能用药物、食物、运动、气功等来达到以上目的。但这只能是短时间的，不能根治。開顱手術可以查到引起耳鸣的诱因，故手术是唯一能治愈的方法。

## 耳鳴機制及成因
耳鳴的神經機制尚不完全清楚，一般認為與內耳道某一部分的異常變化有關。目前醫生和生理學家正在耳蜗、腦幹、聽覺皮層等不同部位尋找可能引起耳鳴的神經變化。醫學界在70年代時已证明，真正嚴重導致聽力喪失相關的耳鳴並不產生於耳蜗或聽覺神經，因為在很多此類病人施行聽覺神經切斷手術，並不能緩和耳鳴，反而可能加重病情，所以也有耳鸣其實是「腦鳴」，即訊號來自腦內的說法，有些較老觀念的醫生會告知高頻耳鳴是來自內耳、響久了聽神經就壞死等等說法其實不盡正確，是一些非常古老似是而非的醫學概念，在一些非正規醫生圈流傳，製造病人不必要恐慌和販售高價無用的療法，急性耳鳴多數六個月內痊癒，只有極少數演變成慢性。
耳鳴幾乎是下列所有疾病都能發生的症狀：
- 耳垢或異物所致的外耳道阻塞、感染（外耳道炎、鼓膜炎、中耳炎、迷路炎、岩錐炎（德语：petrositis）、梅毒、腦膜炎）
- 咽鼓管阻塞、耳硬化症、中耳腫瘤（如鼓室球體瘤和頸靜脈球體瘤）、梅尼埃病、蛛網膜炎（英语：arachnoiditis）、橋小腦角腫瘤、藥物性中毒(如水楊酸、奎寧及其合成同類藥物，氨基糖苷抗生素，某些利尿劑、一氧化碳、重金屬及乙醇)
- 心血管疾病（如高血壓、動脈硬化、動脈瘤等）、貧血、甲狀腺功能滅退、遺傳性感音神經性聾、噪音性聾聲創傷（爆炸性創傷）
- 頭部創傷

耳鸣成因分成耳鳴與腦鳴兩類，腦部受損稱為腦鳴、耳神經及聽覺異常稱為耳鳴。耳鸣感覺則分成單耳耳鳴與雙耳耳鳴兩類。耳鸣與耳中風成因完全無相關，常有患者混為一談，然而中風是血管性病因，耳鳴是一種訊號，兩者無關。
耳鳴可以是間斷性，持續性或搏動性（與心跳同步）。性質可能是嗡嗡聲、鈴聲、轟鳴聲、哨聲、嘶嘶聲或500Hz~12000Hz鳴響（甚至更高），或是更複雜/複合的聲音（例如2000Hz 與 8000 Hz 同時鳴響）。

## 診斷
耳鳴診斷以病人主訴為主，病史詢問應包括耳鳴性質：持續性或間接性？頻率為高頻或低頻？有無脈動性？音量大小？耳鳴加劇及緩解因素等。
- 脈動性、有嗡嗡聲，運動時加劇；一般血管性耳鳴，需要檢查包括頸動脈和椎動脈的血管系統造影，以排除動脈阻塞、動脈瘤及血管腫瘤
- 滴答聲耳鳴，常見於肌痙攣性耳鳴
- 高頻持續性耳鳴，常為聽神經受損或耳蝸受傷
- 低頻耳鳴，自發性耳鳴或梅尼爾氏症

耳鳴患者的診斷需要進行聽力學評估以排除聽力受損，若有需要則安排颞骨CT和頭部MRI檢查。查明感音神經性聾需用前述鑑別感音性和神經性聾的試驗進行檢查。

## 治療
- 若本身疾病引起，因為根本疾病的緩解可改善耳鳴。伴發的耳聾排除，常能導致耳鳴緩解。儘管對耳鳴無特效的藥物及手術療法，

- 不少患者發現耳鳴可在音樂環境下掩蔽，甚至在收音機音樂的陪伴下入眠。

- 一些患者得益於使用耳鳴掩蔽器，它是一種類似助聽器裝置但能發放比耳鳴更舒適的聲音，對内耳的刺激，如使用耳蝸植入法，常能減輕耳鳴，但只適用於深度耳聾者之上。
- 有部分非正規醫療圈建議患者使用銀杏和維他命B群等藥物，其實證上只有安慰劑的效果，算是無藥可用無法可想的辦法，本質並無意義，其實六個月內無法自行痊癒的慢性耳鳴，背後都有腦部或神經性根源，只有找到根源後手術根治[9]，此外其他藥物性方法都是效果微小。

## 中醫

### 病因
中醫學認為，耳鳴是腎虛導致，因「腎開竅於耳」，但中醫的腎概念與西醫的腎臟不同，兩者無關，耳鳴也不會有腎虧，這些都是半知半解的誤傳。

### 治疗
《灵枢·厥病》记录针刺治疗的方法：取手少阳三焦经的耳门穴，取手厥阴心包经的中冲穴，左取右，右取左，先取手，后取足。厥阴和少阳互为表里，针刺这两处的穴位。